# Беж
Цвет беж (фр. beige), бежевый — светло-коричневый, с кремовым (желтоватым) или сероватым оттенком, вариант цвета шерсти. Относится к семейству нейтральных цветов, которые представляют собой оттенки, лишённые цвета и отсутствующие на цветовом круге.
Название цвета происходит от французского слова beige, означающего натуральную шерсть, которая не подвергалась процессам окрашивания или отбеливания. В значении оттенка цвета слово «беж» появилось в Англии в 1891 году.